# Lugtonia
Lugtonia es un género de foraminífero bentónico de la familia Earlandinitidae, de la superfamilia Nodosinelloidea, del suborden Fusulinina y del orden Fusulinida. Su especie tipo es Nodosinella concinna. Su rango cronoestratigráfico abarca desde el Tournaisiense (Carbonífero inferior) hasta el Namuriense (Carbonífero superior).

## Clasificación
Lugtoniaincluye a las siguientes especies:
- Lugtonia concinna †
  - Lugtonia concinna minima †
- Lugtonia elongata †
- Lugtonia minima †
- Lugtonia rectangula †
- Lugtonia thomasi †